# Peter Zawodsky
Peter Zawodsky (* 27. Jänner 1969 in St. Pölten) ist ein ehemaliger österreichischer Basketballspieler.

## Laufbahn
Zawodsky entsprang der Nachwuchsarbeit des UKJ St. Pölten.
Im August 1986 bestritt Zawodsky mit der österreichischen Juniorennationalmannschaft die Europameisterschaft in eigenen Land und erzielte im Turnierverlauf durchschnittlich 5,8 Punkte pro Begegnung.
1987 stieg der 1,79 Meter große Aufbauspieler mit St. Pölten in die Bundesliga auf und spielte anschließend mit der Mannschaft in der höchsten österreichischen Liga.